# Acanthogorgia muricata
Acanthogorgia muricata is een zachte koraalsoort uit de familie Acanthogorgiidae. De koraalsoort komt uit het geslacht Acanthogorgia. Acanthogorgia muricata werd in 1883 voor het eerst wetenschappelijk beschreven door Verrill. 